# Eryopoidea
Eryopoidés
Super-famille
Familles de rang inférieur
- † Eryopidae
- † Parioxyidae
- † Zatrachydidae

Les Eryopoidea (Eryopoidés en français) sont une super-famille fossile d'amphibiens temnospondyles.

## Présentation
Les Eryopoidea sont un taxon d'amphibiens temnospondyli du Carbonifère supérieur et du Permien, connus d'Amérique du Nord et d'Europe.
Carroll ne comprend pas moins de dix familles, mais Yates et Warren remplacent cela par une approche cladistique et incluent trois familles, les Eryopidae, les Parioxyidae et les Zatrachydidae. Ils définissent les Éryopoïdes comme toutes les euskelies dont les choanes sont relativement arrondies et la lame iliaque verticale.
Une définition similaire mais sans l'Euskelia est fournie par Laurin et Steyer.

### Article
- (en) Adam M. Yates et Anne A. Warren, « The phylogeny of the 'higher' temnospondyls (Vertebrata: Choanata) and its implications for the monophyly and origins of the Stereospondyli », Zoological Journal of the Linnean Society, vol. 128, no 1,‎ 2000, p. 77–121 (DOI 10.1111/j.1096-3642.2000.tb00650.x).

### Ouvrage
- (en) Robert L. Carroll, Vertebrate Paleontology and Evolution, New York, W.H. Freeman & Co., 1988, 698 p. (ISBN 0-7167-1822-7, lire en ligne ).